# Planota Potohar
Planota Potohar, znan tudi kot Pothvar, je planota v severni regiji Pandžab, Pakistan in leži med rekama Ind in Džhelum.

## Geografija
Planoto Pothohar na vzhodu omejuje reka Džhelum, na zahodu reka Ind, na severu pogorje Kala Čita in hribovje Margala ter na jugu Solno gorovje. Južni konec planote omejuje puščava Thal. Leži med 300 in 500 m nadmorske višine. Sakesar v Solnem gorovju je najvišja gora v regiji, Tilla Džogian pa druga najvišja.

## Zgodovina
Najzgodnejši dokazi o človeškem bivanju v Pandžabu segajo v dolino Soan Pothohar, kjer se je soanska kultura razvila med 774.000 pr. n. št. in 11.700 pr. n. št. To obdobje sega v prvo medledeno obdobje v drugi ledeni dobi, iz katere so našli ostanke kamnitih in kremenovih orodij.
Na Potoharski planoti so odkrili fosilno lobanjo Sivapithecus indicus izumrle vrste opic.
Taxila je bilo glavno mesto starodavne Gāndāre, ki je na vzhodni obali reke Ind - osrednje stičišče Indijske podceline in Srednje Azije; je bilo ustanovljeno okoli leta 1000 pr. n. št. Nekatere ruševine v Taxili izvirajo iz časa perzijskega Ahemenidskega cesarstva, ki so mu zaporedoma sledili Maurijsko cesarstvo, indo-grško kraljestvo, indo-skiti in Kušansko cesarstvo. Zaradi svoje strateške lokacije je Taxila v preteklih stoletjih večkrat zamenjala lastnika, pri čemer so se za njegov nadzor potegovale številne politike. Ko so velike starodavne trgovske poti, ki so povezovale te regije, prenehale biti pomembne, je mesto postalo nepomembno in so ga v 5. stoletju dokončno uničili vsiljivci Huni. V 15. stoletju je planota Pothohar postala del kraljestva Malika Džasrata, ki je osvojil večino Pandžaba iz Delhijskega sultanata. Sredi 19. stoletja v Britanski Indiji je ruševine starodavne Taxile ponovno odkril britanski arheolog Alexander Cunningham. Leta 1980 je Unesco Taxilo uvrstil na seznam svetovne dediščine. Po nekaterih poročilih velja Univerza starodavne Taxile za eno najzgodnejših univerz na svetu. Zaradi obsežnih prizadevanj za ohranjanje in vzdrževanje je najdišča Taxila ena izmed priljubljenih turističnih točk Pandžaba, ki vsako leto privabi do milijon turistov.
V obdobju Mogulov je bila planota Pothohar del Suba Lahore.
»Dežela je čudovita, njen dišeč zrak je pomladni, Pothvar pa je privlačen in lep vrt.«— Kaigoharnameh, Medieval Persian Manuscript
Pandžab je igral pomembno vlogo v vojnih prizadevanjih druge svetovne vojne in velik delež teh vojakov je prišel iz Pothoharja in Solnega gorovja.

## Demografija
Pandžabci so staroselci Pothoharja, govorijo pandžabščino v različnih narečjih. Glavna narečja ali različice, ki se govorijo v regiji, so pothvari, ki se pretežno govori v severnih in osrednjih območjih planote, pri čemer se dhanni govori v južnih območjih, majhi v vzhodnih in hindko (zlasti ghebi in chachhi) v zahodnih območjih. Druga pandžabska narečja in drugi jeziki se govorijo tudi v večjih urbanih središčih, kot sta Islamabad in Ravalpindi.
Glavni klani v regiji (pandžabško برادری) so Radžputi, Džati, Avani, Džandžue, Gudžare, Khokhare in Gakhare. Pred delitvijo Indije so bili po vsej regiji v velikem številu prisotni tudi drugi kalni, vključno s Khatrisi, Mohjal Brahmani in Arorasi.

## Gospodarstvo
Planota pokriva približno 7 odstotkov vse obdelovalne zemlje v Pakistanu in je večina zelo rodovitna, vendar regija nima ustreznega namakalnega sistema, saj je kmetijstvo v veliki meri odvisno od padavin.
Planota je lokacija večjih pakistanskih naftnih polj, prva so bila odkrita v Khaurju leta 1915 in Dhuliānu leta 1935; polje Tut je bilo odkrito leta 1968, polje Missa Kesval je bilo odkrito leta 1992, raziskovanje pa se je na tem območju nadaljevalo v 1990-ih. Naftna polja so s cevovodom povezana z rafinerijo Attock v Ravalpindiju. Večje zaloge nafte in plina so odkrili v Čak Beli Kanu blizu Ravalpindija v Pandžabu. V bližini Džheluma v Pandžabu so odkrili veliko rezervo nafte, kar odpira novo območje za izkoriščanje potenciala ogljikovodikov (npr. polje Mejal). Z ocenjeno proizvodnjo 5500 sodčkov na dan se pričakuje, da bo naftna vrtina Ghauri X-1 največja naftna vrtina v državi in je začela prispevati svojo proizvodnjo v sistem do konca junija 2014.
Zaradi nizke količine dežja, obsežnega krčenja gozdov, rudarjenja premoga, raziskovanja nafte in plina območje postaja brez rastlinja.

## Pomembne lokacije

### Taxila
Arheološko najdišče Taxila ležijo blizu sodobne Taxile približno 35 km severozahodno od mesta Ravalpindi. Najdišča je prvi izkopal John Marshall, ki je dvajset let delal pri Taxili od leta 1913.
Obsežno arheološko najdišče vključuje neolitske ostanke iz leta 3360 pr. n. št. in zgodnje harapske ostanke iz let 2900–2600 pr. n. št. v Sarai Kali. Taxila pa je najbolj znana po ruševinah več naselij, od katerih prvo izvira iz okoli leta 1000 pred našim štetjem. Znan je tudi po svoji zbirki budističnih verskih spomenikov, vključno stupa Dharmarajika, samostanom Jaulian in samostanom Mohra Muradu.
Glavne ruševine Taxile so štiri velika mesta, od katerih vsako pripada določenemu časovnemu obdobju, na treh različnih mestih. Najzgodnejšo naselbino v Taxili najdemo v predelu Hathial, kjer so našli črepinje lončenine, ki izvirajo že iz poznega 2. tisočletja pred našim štetjem do 6. stoletja pred našim štetjem. Ruševine Bhir Mound na tem mestu so iz 6. stoletja pr. n. št. in mejijo na Hathial. Ruševine Sirkapa segajo v 2. stoletje pr. n. št., zgradili pa so jih grško-baktrijski kralji regije, ki so vladali v regiji po invaziji Aleksandra Velikega na regijo leta 326 pr. n. št. Tretja in najnovejša naselbina je Sirsukh, ki so jo zgradili vladarji Kušanskega cesarstva, ki so vladali iz bližnje Purušapure (sodobni Pešavar).

### Trdnjava Rohtas
Trdnjava Rohtas je trdnjava iz 16. stoletja, ki stoji v bližini mesta Džhelum v provinci Pandžab v Pakistanu. Utrdba je ena največjih in najmogočnejših na podcelini. Utrdba Rohtas ni bila nikoli zavzeta s silo in je ostala neverjetno nedotaknjena.
Trdnjavo je zgradil Radža Todar Mal po ukazu Šer Šah Surija.
Trdnjava je znana po svojih velikih obrambnih zidovih in več monumentalnih vratih. Leta 1997 je bila vpisana na Unescov seznam svetovne dediščine kot »izjemen primer muslimanske vojaške arhitekture Srednje in Južne Azije«.

### Templji Katas Radž
Templji Katas Radž, znani tudi kot Kila Katas, so kompleks več hindujskih templjev, ki so med seboj povezani s sprehajalnimi potmi. Tempeljski kompleks obdaja ribnik z imenom Katas, ki ga Hindujci obravnavajo kot svetega.
Tempeljski ribnik naj bi bil v Puranah ustvarjen iz Šivinih solz, potem ko je po smrti svoje žene Sati neutolažljiv taval po Zemlji. Ribnik zavzema površino dveh kanalov in 15 marlov, z največjo globino 20 čevljev.
Templji igrajo vlogo v hindujski epski pesnitvi Mahabharata, kjer se tradicionalno verjame, da so bili templji kraj, kjer so bratje Pandava preživeli pomemben del svojega izgnanstva.
=== Trdnjava Ravat
Trdnjava Ravat je utrdba iz zgodnjega 16. stoletja na planoti Pothohar v Pakistanu, blizu mesta Ravalpindi v provinci Pandžab. Utrdba je bila zgrajena za obrambo planote Pothohar pred silami paštunskega kralja Šer Šah Surija.

### Tila Džogian
Tila Džogian je zapuščen hindujski tempelj in samostanski kompleks, ki stoji na vrhu gore Tila Džogian v Solnem gorovju v pakistanski provinci Padžab. Kompleks je bil pred letom 1947 najpomembnejše središče hindujskih jogijev v Pandžabu in je v njem živelo na stotine asketov. To mesto je pomembno tudi v sikhizmu zaradi povezanosti z ustanoviteljem sikhske vere, Gurujem Nanakom.

### Solni rudnik Khevra
Solni rudnik Khevra v Khevri je drugi največji rudnik kamene soli na svetu.
Rudnik je znan po proizvodnji rožnate soli Khevra, ki se pogosto trži kot himalajska sol in je velika turistična atrakcija, ki privabi do 250.000 obiskovalcev na leto. Njegova zgodovina sega v čas, ko so ga odkrile Aleksandrove čete leta 320 pr. n. št., vendar je začel trgovati v mogulski dobi.

### Mankjala stupa
Mankjala stupa (urdujsko مانكياله اسٹوپ) je budistična stupa blizu vasi Tope Mankjala v regiji Pothohar. Stupa je bila zgrajena v spomin na kraj, kjer se je po zgodbah Jatake inkarnacija Bude, imenovana princ Satva, žrtvoval, da bi nahranil sedem lačnih tigrčkov.
Nahajališča relikvij stupe Mankjala je odkril Jean-Baptiste Ventura leta 1830. Relikvije so bile nato odstranjene z mesta v času Britanske Indije in so zdaj shranjene v Britanskem muzeju.